# Gassang Forest Park
Der Gassang Forest Park ist ein Waldgebiet im westafrikanischen Staat Gambia.

## Topographie
Das 53 Hektar große Waldgebiet liegt in der Central River Region im Distrikt Nianija und wurde wie die anderen Forest Parks in Gambia zum 1. Januar 1954 eingerichtet. Der Gassang Forest Park liegt in Luftlinie rund 3,4 Kilometer nordwestlich des Ortes Kuntaur. Das Gebiet liegt rund 600 Meter südlich der North Bank Road, Gambias zweitwichtigster Fernstraße, von wo es weitere zwei Kilometer nach Osten bis zu dem Wassu sind. In sechs Kilometer Entfernung liegt im Westen der Nianimaru Forest Park.
Das ungefähr 1,7 lange und 0,3 Kilometer breite Gebiet wird begrenzt vom rechten nördlichen Ufer des Gambia-Flusses. In der Nähe des Gebietes, bei der Koordinate: 13° 44′ N, 14° 55′ W befindet sich der Kassang Hill, ein 49 Meter hoher Hügel.
Der Gassang Forest Park liegt in einer Region, in der die zahlreichen senegambischen Steinkreise zu finden sind.

## Geschichte
Im 15. Jahrhundert unterhielten die Portugiesen, die ersten Europäer, die in der Geschichte Gambias am Gambia-Fluss waren, zahlreiche Stützpunkte. Unter anderem hatten sie eine Handelsstation namens Kassan, auch Cassan geschrieben, das Waldgebiet hat seinen Namensursprung von diesem Ort.